# Joaquín Aranda
Joaquín Aranda y Calpe (Rubielos de Mora, 23 de marzo de 1848-Madrid, 7 de abril de 1916) fue un soldado y periodista carlista español.

## Biografía
Nació en Rubielos de Mora (Teruel) el 23 de marzo de 1848, hijo de Roque Aranda Martínez y Raimunda Calpe Millán, ambos naturales de Rubielos.
Estudio el bachillerato en el Instituto de Teruel, que terminó en 1863. Marchó a Madrid a estudiar la carrera de Medicina
y allí, en mayo de 1869, fue encerrado en la Cárcel del Saladero por conspirar a favor de una insurrección carlista, pero se sobreseyó la causa por falta de pruebas. Nombrado alférez carlista y ayudante del general Romualdo Martínez Viñalet, se trasladó en diciembre de 1870 con éste a Cartagena para intentar evitar el desembarco de Amadeo de Saboya en la ciudad, pero hubieron de desistir ante el gran despliegue de las tropas oficialistas. Actuó después de secretario de la Junta Central Carlista.

### Participación en la tercera guerra carlista
Al estallar la guerra carlista en 1872, formó parte del grupo del general Viñalet y del comandante José Navarrete que en las inmediaciones de Fortuna que, muy pronto, en junio de ese año, fue hecho prisionero y encerrados los oficiales en el cuartel de Antigones de Cartagena. Fue condenado a ocho años de presidio en el castillo de Alicante, pero inmediatamente deportado a Canarias, donde llegó en el mes de agosto de 1872, junto con otros 700 carlistas, en el vapor de ruedas Juan Ulloa, de la marina de guerra española. Retenido inicialmente en el castillo de Paso Alto (Santa Cruz de Tenerife), muy pronto pudo alojarse junto con otros ocho compañeros en una vivienda de la calle San Felipe Neri. Con esta situación de libertad, allí pudo ejercer su carrera de Medicina, gratuitamente, en favor de los necesitados. No había transcurrido ni un año cuando pudo fugarse en la bodega de un vapor francés que le desembarcó en Marsella y consiguió incorporarse de nuevo al ejército carlista en el País Vasco. Fue entonces nombrado capitán de Caballería.
Bajo las órdenes del general Antonio Lizárraga, tomó parte en la expedición aragonesa, combatiendo en Montejurra, Somorrostro y Abárzuza. Con solo ocho caballos cubrió durante treinta y dos horas la retirada de las fuerzas de Luna a Sangüesa, operación por la que fue condecorado por los mandos carlistas con la Cruz Roja del Mérito Militar.
Nombrado comandante mayor del regimiento de Caballería del Cid, se batió en Domeño, Alcublas y Tuéjar, impidiendo el copo de una columna que había quedado aislada. Realizó otras hazañas bélicas, logrando otra vez en Caserras salvar la infantería, y se retiró cuando se quedó sin municiones y sin la mayor parte de sus hombres, siendo entonces ascendido a teniente coronel.
Combatió en Cataluña, después en Navarra y, en noviembre de 1875, envuelto por cuatro columnas, vadeando el Segre, extenuados por el hambre, la fatiga y el frío, sin fuerzas para caminar, capituló con su tropa y fueron conducidos a Seo de Urgel, donde se negó a reconocer al rey Alfonso XII, renunciando asimismo a que le fuese reconocida su graduación en el Ejército. Postrado en cama por habérsele abierto varias heridas, le sorprendió, en Zaragoza, la conclusión de la guerra.

### Periodista
Con la llegada de la paz, abandonaría la espada y cogería la pluma, para poder seguir defendiendo sus ideales. El periodismo fue entonces su camino y mayor pasión. Colaboró en El Faro Aragonés y pronto se fue a Barcelona, donde el periodista catalán Luis María de Llauder se había hecho cargo, en 1878, de la dirección de El Correo Catalán, del que Aranda llegaría a ser redactor-jefe. También colaboró en La Hormiga de Oro, revista ilustrada barcelonesa, y en Rigoleto, periódico madrileño, ambos de espíritu carlista.
Estos años de estancia en Barcelona los empleó asimismo para realizar estudios de letras, obteniendo el título de Licenciado en Derecho Civil y Canónico en su Universidad, con fecha 22 de junio de 1882.
Se trasladó después a Madrid y tras la fundación del El Correo Español en 1888, entró a formar parte de su redacción, desempeñando los cargos de redactor-jefe y en varias ocasiones el de director interino, hasta 1914, cuando las autoridades del periódico acordaron su jubilación, falleciendo dos años después de ésta. Sus artículos más renombrados fueron los que escribió bajo el título de Hojas de mi cartera, donde detallaba sus anécdotas durante la Guerra Carlista. También redactó y publicó para El Correo Español la versión española de las novelas históricas Stéfano (Episodios y escenas de la Revolución de Roma) del Abate Boulange y Adelaida, Reina de Italia y Florina, Princesa de Borgoña, ambas de William Bernard Mac-Cabe.
Su hermano Ramón Aranda y Calpe fue un renombrado canónigo de la Seo y el Pilar de Zaragoza.